# Edi Gathegi
Edi Mūe Gathegi (ur. 10 marca 1979 w Nairobi) – amerykański aktor. Występował w roli doktora Jeffreya Cole’a w serialu telewizyjnym Dr House, Cheese'a z filmu Gdzie jesteś, Amando?, Matiasa Solomona w serialu Czarna lista oraz wampira Laurenta z hitu kinowego Zmierzch.

## Filmografia
- 2017: Czarna lista: Odkupienie jako Matias Solomon
- 2015-2016: Czarna lista jako Matias Solomon
- 2011: X-Men: Pierwsza klasa jako Armando Muñoz / Darwin
- 2009: Saga „Zmierzch”: Księżyc w nowiu jako Laurent
- 2009: Krwawe walentynki 3D jako Deputy Martin
- 2008: Zmierzch jako Laurent
- 2007: Dr House jako dr Jeffrey Cole
- 2007: Gdzie jesteś, Amando? jako Cheese
- 2007: The Fifth Patient jako Darudi
- 2007: Wyrok śmierci jako Bodie
- 2007: Lincoln Heights jako Boa
- 2006: Adrenalina jako Haitian Cabbie